# Obusier Type 38 12 cm
L'obusier Type 38 de 12 cm était une pièce d'artillerie obsolète utilisée par l'armée impériale japonaise pendant la deuxième guerre sino-japonaise et la Seconde Guerre mondiale. Elle a été découverte par les forces alliées sur l'île d'Iwo Jima, où elle a pu être utilisée comme arme de dernier recours. Le "38" dans Type 38 signifie que l'obusier a été accepté la 38e année du règne de l'empereur Meiji, soit en 1905 selon le calendrier grégorien.

## Description
Le Type 38 est caractérisé par un canon très court, un affut et de larges roues en bois. Sa culasse est à alésage interrompu et il est équipé d'un mécanisme de recul hydraulique à ressort. Il ne dispose pas de blindage.
Les roues de réglage de l'élévation et de l'azimut ainsi que le viseur panoramique étaient situés à gauche de la culasse. Le mécanisme de mise à feu était un cordon actionnant la percussion de l'amorce de la munition.
Le Type 38 pouvait tirer des obus perforant hautement explosifs d'environ 20 kilogrammes ou des obus shrapnel contenant 300 billes de plomb.